# Mia Jexen
Mia Nielsen-Jexen (født 9. marts 1984) er dansk skuespiller, der begyndte som børneskuespiller i Kanonhallen og på Folketeatret, hvor hun blandt andet spillede Gerda i "Snedronningen" (1994) og Sofie i "Pelle Erobreren" (1998) instrueret af Preben Harris.
Hun blev første gang set på TV i 2000 i julekalenderen ”Jul på Kronborg”, hvor hun spillede storesøsteren Julie Juhl. Fra 2007-2009 spillede hun rollen som Freja i de tre sæsoner af TV3’s populære serie ”2900 Happiness”. Mia har desuden medvirket i tv-serien ”Den som dræber” i episode 1 og 2 samt haft en birolle i spillefilmen ”Klassefesten” fra 2011.
Mia er aktuel med en gennemgående rolle, PC. Ingrid, i sæson 1 af SKY Atlantics TV-serie ”Fortitude”, hvor hun spiller over for blandt Sofie Gråbøl, Michael Gambon og Stanley Tucci. Hun starter optagelser til sæson 2 i begyndelsen af 2016.

## Privatliv
Hun har tidligere dannet par med Oh No Ono-forsangeren Malthe Fischer.
Hun fik i maj 2019 tvillingedøtrene Herle og Kastanje med sin kæreste Mads.

## Filmografi

### Film
| År   | Titel              | Rolle | Noter    |
| ---- | ------------------ | ----- | -------- |
| 2011 | Klassefesten       |       |          |
| 2012 | Sort kaffe & vinyl |       | kortfilm |
| 2013 | Det andet liv      |       |          |
| 2013 | Dvojina / Dual     |       | [ 6 ]    |
| 2014 | Mekanikerne        |       | kortfilm |
| 2017 | Mens vi lever      |       |          |

### Tv
| År        | Titel                            | Rolle | Noter        |
| --------- | -------------------------------- | ----- | ------------ |
| 2000      | Jul på Kronborg                  |       | Julekalender |
| 2007-2009 | 2900 Happiness                   |       |              |
| 2011      | Den som dræber                   |       |              |
| 2015      | Fortitude                        |       |              |
| 2017      | Maigret: Night at the Crossroads |       |              |